# Guillaume Elmont
Guillaume Elmont (Róterdam, 10 de agosto de 1981) es un deportista neerlandés, de origen surinamés, que compite en judo. Su hermano Dex también es judoka.
Ganó dos medallas en el Campeonato Mundial de Judo, oro en 2005 y bronce en 2007, y cinco medallas en el Campeonato Europeo de Judo entre los años 2006 y 2015. En los Juegos Europeos de Bakú 2015 consiguió una medalla de bronce en la categoría de –90 kg.

## Palmarés internacional
| Campeonato Mundial | Campeonato Mundial      | Campeonato Mundial | Campeonato Mundial |
| Año                | Lugar                   | Medalla            | Categoría          |
| ------------------ | ----------------------- | ------------------ | ------------------ |
| 2005               | El Cairo (Egipto)       | Medalla de oro     | –81 kg             |
| 2007               | Río de Janeiro (Brasil) | Medalla de bronce  | –81 kg             |
| Juegos Europeos    |                         |                    |                    |
| Año                | Lugar                   | Medalla            | Categoría          |
| 2015               | Bakú (Azerbaiyán)       | Medalla de bronce  | –90 kg             |
| Campeonato Europeo |                         |                    |                    |
| Año                | Lugar                   | Medalla            | Categoría          |
| 2006               | Tampere (Finlandia)     | Medalla de bronce  | –81 kg             |
| 2007               | Belgrado (Serbia)       | Medalla de bronce  | –81 kg             |
| 2008               | Lisboa (Portugal)       | Medalla de plata   | –81 kg             |
| 2010               | Viena (Austria)         | Medalla de bronce  | –81 kg             |
| 2015               | Bakú (Azerbaiyán)       | Medalla de bronce  | –90 kg             |